# Старая Палата ключей

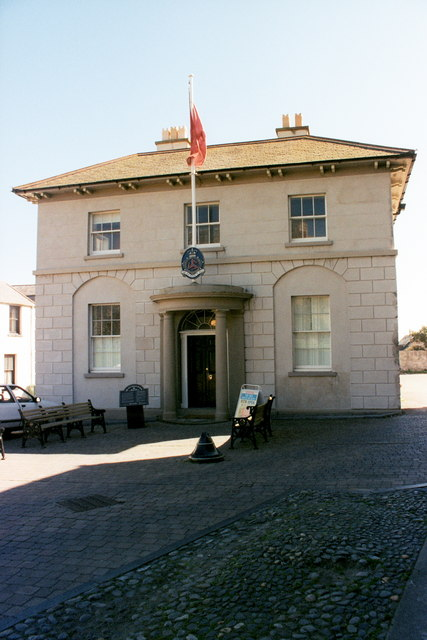
Старая Палата ключей

Старая Палата ключей (англ. Old House of Keys) — историческое здание, в котором между 1706 и 1874 заседала Палата ключей — одна из палат Тинвальда (парламента Острова Мэн). Старая Палата ключей расположена в Каслтауне, бывшей столице острова Мэн. С 2000 года здание используется как музей.

## История
Здание использовалось для заседания Палаты ключей с 1706 года. В 1866 году Палата ключей стала избираться демократическим путём (до этого члены палаты избирали сами себя). В 1874 году Палата ключей была перенесена в Дуглас, в связи с чем здание утратило свою функцию. После этого здание сменило многих владельцев, в частности оно использовалось как банк и библиотека. В 1980-х годах здание было заброшено. В 2000 году Старая Палата ключей была восстановлена и с тех пор функционирует как музей.

## Музей
Палата ключей была отреставрирована по состоянию на 1866 год. Посетители могут осмотреть отреставрированный зал заседаний и ознакомиться с экспозицией, посвящённой истории демократии на острове Мэн. Музей оборудован интерактивной системой презентации, благодаря которой посетители даже могут «проголосовать» за выставлявшиеся в прошлом на голосование законы, взяв на себя роль членов Палаты.